# جان دوق بيري
جان من بيري أو جان العظيم (الفرنسية:Jean le Magnifique؛ 30 نوفمبر 1430 - 15 يونيو 1416)؛ دوق بيري وأوفرن وكونت بواتييه ومونتبنسير، هو الابن الثالث لـ جان الثاني ملك فرنسا وبون من لوكسمبورغ، وأخوته شارل الخامس ملك فرنسا ولويس الأول دوق أنجو وفيليب الجريء دوق بورغندي، وأيضا شغل جان كوصي على ابن أخيه قاصر شارل السادس ملك فرنسا في 1380 بجانب أخوته وخال الملك دوق بوربون حتى 1388، ثم عاد كوصي بجانب شقيقه دوق بورغندي كأوصياء في 1392 بعد ظهور بوادر جنون الملك شارل السادس والذي استمر معه حتى وفاته، واستمر الدوقان في الحكم حتى 1402، عندما استولى الملك في إحدى اللحظات وضوحه على السلطة وإعطائها لاحقاً لشقيقه لويس، دوق أورليان.
لعب جان دور صانع السلام بين الفصائل المتحاربة خلال الحرب الأهلية بين آل بورغندي وآل أرمانياك، وأيضا حث الملك وأبنائه على عدم المشاركة في معركة أجينكور في 1415، بعد أن تذكر مصير والده الذي أُخذ أسيراً إلى إنجلترا بعد معركة بواتييه قبل 59 عاماً، توفي بعد أشهر قليلة من المعركة في 16 يونيو 1416.

## روابط خارجية
- جان دوق بيري على موقع الموسوعة البريطانية (الإنجليزية)